# Golfo di Cazones
Il golfo di Cazones è un ampio golfo nella zona sud dell'isola di Cuba, presso le provincie di Matanzas e di  Cienfuegos, tra il bordo nordorientale della riva di Jardinillos a sud e Piedras e altre isole e barriere coralline a nord. È considerato pericoloso a causa delle bonacce e controcorrenti.

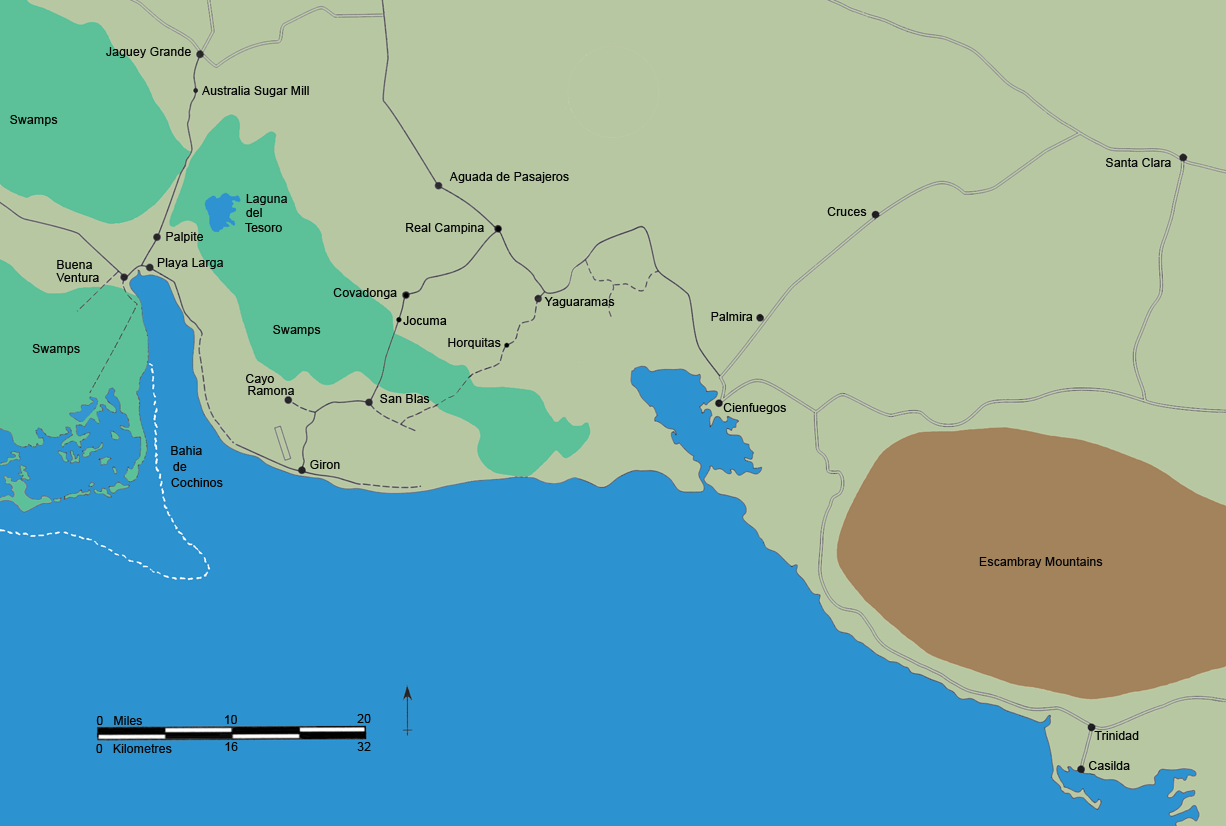
Baia dei Cochinos (1961)

## Geografia
Due miglia a est-nordest del promontorio dell'isola di Diego Perez inizia la sezione nordorientale della riva dei Jardinillos che continua fino a sudest dell'East Rock. East Rock si trova approssimativamente a una gomena dall'estremità nordorientale dell'isola corallina di East Guano, alla quale è collegata da una barriera corallina. Questa estremità settentrionale della riva sorge sull'acqua come un muro con uno o due toppe sabbiose. Con Pedras Cay e il reef a nord, forma il golfo di Cazones. Una piattaforma sommersa, profonda tra i 5.5 e 7.5 metri, si trova tra la baia dei Porci, il golfo di Batabano e l'isola dei Pini. Si presume anche che il Golfo di Cazones possa essere stato creato a causa di una faglia geologica.

## Storia
La Baia dei Porci, una piccola, non descritta baia del golfo di Cazones, fu il luogo della cosiddetta Invasione della baia dei Porci del 1961, il tentativo fallito di un gruppo di controrivoluzionari cubani, finanziato e sostenuto dagli Stati Uniti d'America, per rovesciare il governo comunista di Fidel Castro.

## Vita marina

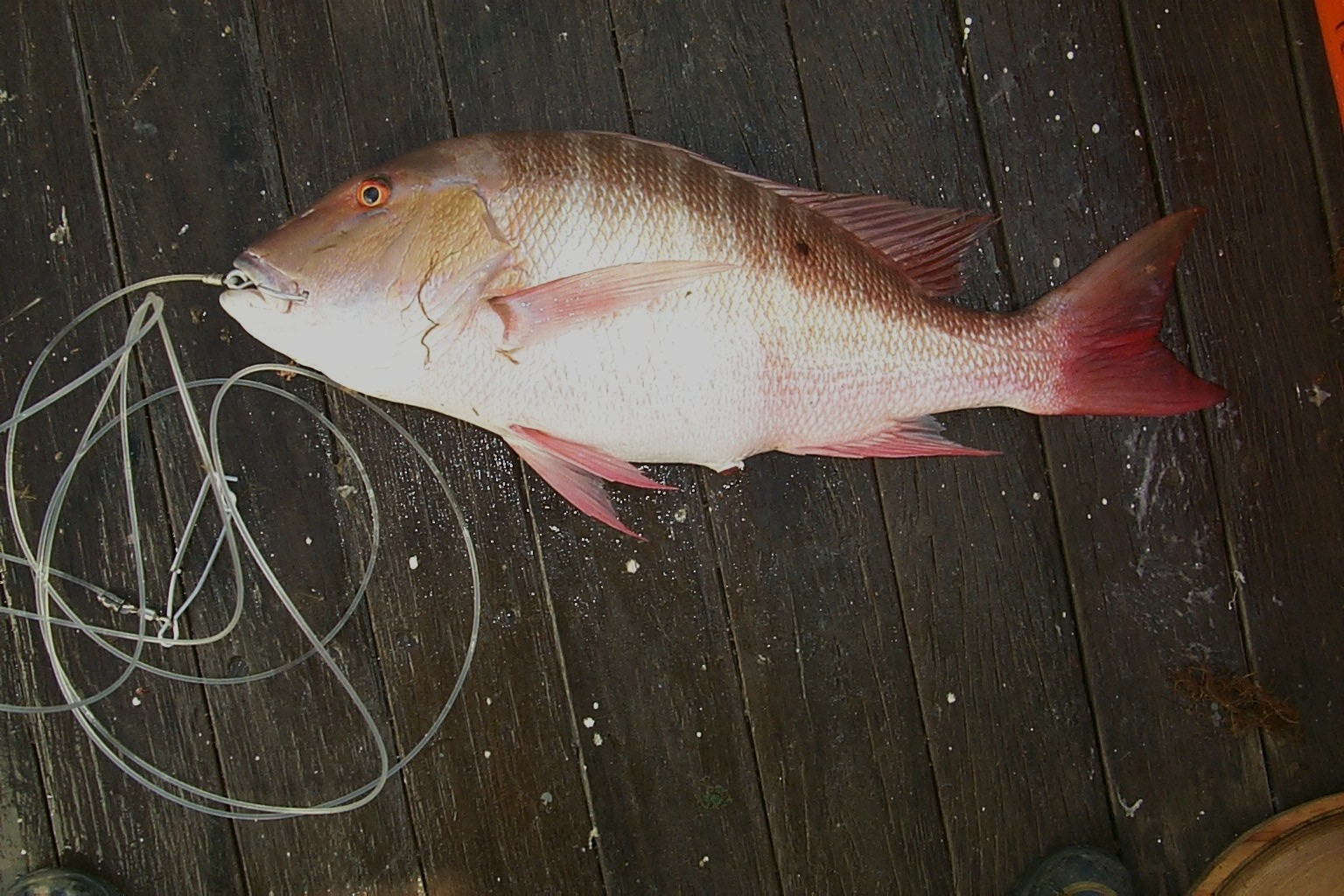
Lutjanus synagris.

Sulla riva occidentale del Golfo di Cazones, un tratto di 48 km forma la testa di Cayo Sigua e Cayo Blanco. In questo tratto, con scogliere verticali, vi sono luoghi per immersioni dove la profondità marina varia da 15 a 200 metri. In questa zona di immersioni vi sono pesci corallo e grosse spugne tubolari (Agelas schmidti), alcionacei e colonie di coralli. I Lutjanus analis depongono le loro uova ai bordi del golfo.
I coralli neri nelle acque basse del golfo sono esauriti a causa della raccolta intensa per utilizzarli come gioielleria ornamentale, aumentata fortemente fin dagli anni sessanta: ora la loro raccolta è vietata per campioni inferiori in altezza a 1,2 metri e a 2,5 centimetri di spessore.